# Arapoviće
Arapoviće (cyr. Араповиће) – wieś w Serbii, w okręgu raskim, w gminie Tutin. W 2011 roku liczyła 63 mieszkańców.